# Marko Škop
Marko Škop (* 1974 Prešov) je slovenský filmový režisér a producent.
V roce 1996 absolvoval studium žurnalistiky na Filozofické fakultě Univerzity Komenského v Bratislavě a v roce 2001 pak i dokumentární tvorbu na VŠMU v Bratislavě. Natáčí především dokumentární filmy.
V současné době působí jako odborný asistent na Filozofické fakultě UK, natáčí dokumentární filmy pro Slovenskou televizi, Televizi Markíza, italskou televizi RAI i Českou televizi. V Chorvatsku točil televizní seriál Na terapiji. Jeho produkční společnost Artileria se podílela na filmu Bohdana Slámy Bába z ledu.
Za film Osadné o životě v zapadlé rusínské vesnici získal v roce 2009 cenu pro nejlepší dokument na Mezinárodním filmovém festivalu v Karlových Varech. Psychologické drama Eva Nová, které natočil podle vlastního scénáře, obdrželo cenu Slnko v sieti pro nejlepší slovenský hraný film roku a cenu FIPRESCI na festivalu v Torontu. Další Škopův hraný film Budiž světlo, zkoumající kořeny extremistických postojů ve slovenské společnosti, získal cenu ekumenické poroty na karlovarském festivalu a soutěžil za Slovensko o Oscara za nejlepší cizojazyčný film.

## Filmografie
- 1999 Ochrana úradu
- 2001 Rómsky dom
- 2005 Slávnosť osamelej palmy
- 2006 Iné svety
- 2008 Slepé lásky (producent)
- 2009 Osadné
- 2015 Eva Nová
- 2019 Budiž světlo